# フランツ (お笑いコンビ)
フランツは、マセキ芸能社所属のお笑いコンビ。2019年結成。

## メンバー
土岐 真太郎（とき しんたろう、1994年9月21日 - ）（30歳）
- 兵庫県三田市出身。兵庫県立大学経営学部卒業。立ち位置は向かって左側。
- 身長173cm、体重67kg[1]。
- 趣味は、スラムダンクを何周も読むこと、テニスをすること[1]。
- 特技は、どんな激辛料理でも我慢して食べられることと、ぷよぷよをプレイすることと、そこにいる人の中で一番大きく口を開けられること[1]。
- 大学を卒業してからは一年間会社員として勤務していた[1]。
- 意識している芸人は、金魚番長[2]。

馬場 健吾（ばば けんご、1994年7月19日 - ）（31歳）
- 兵庫県三田市出身。神戸市外国語大学外国語学部卒業。立ち位置は向かって右側。
- 身長175cm、体重67kg[1]。
- 趣味は、ヒップホップダンス、美容[1]。
- 特技は、ダンスで気持ちを表現すること[1]。
- 大学を卒業してからは一年間会社員として勤務していた[1]。
- 意識している芸人は、春組織とセンチネル。

## 概要
会社員として働いていたときにお笑いをやりたかったことを思い出した土岐が、同級生の馬場を誘ってコンビ結成。2022年に、芸歴5年以下の芸人が対象の賞レース「THE VERY BEST OF FIVE」で優勝。12月には、K-PROのライブに出演してきた芸人をさまざまな角度から表彰するイベント「K-PROライブアワード2022」で「新人賞」を受賞した。2024年にはコンビ大喜利最強を決める選手権「AUN～コンビ大喜利王決定戦～」の予選大会である「AUN～新呼吸～」で優勝し、決定戦に進出した。

## 賞レース戦歴

### M-1グランプリ
| 年度（回）       | 結果      | 会場                          | 日程     | 備考                       |
| ---------------- | --------- | ----------------------------- | -------- | -------------------------- |
| 2019年（第15回） | 2回戦進出 | [東京] 雷5656会館ときわホール | 10月22日 |                            |
| 2020年（第16回） | 1回戦敗退 | [東京] 新宿シアターモリエール | 8月31日  |                            |
| 2021年（第17回） | 2回戦進出 | [東京] 雷5656会館ときわホール | 10月16日 |                            |
| 2022年（第18回） | 3回戦進出 | [東京] よしもと有楽町シアター | 10月30日 |                            |
| 2023年（第19回） | 3回戦進出 | [東京] KANDA SQUARE HALL      | 11月6日  |                            |
| 2024年（第20回） | 3回戦進出 | [東京] KANDA SQUARE HALL      | 11月6日  | 1回戦1位通過 2回戦追加合格 |

### その他賞レース
- 2022年 THE VERY BEST OF FIVE 優勝
- 2023年 UNDER5 AWARD 2023 3回戦進出
- 2024年 のむシリカPresents お笑いJACKPOT のむシリカベストPR賞
- 2024年 AUN～新呼吸～ 優勝
- 2024年 マセキunder9グランプリ 優勝[7]
- 2024年 第45回 ABCお笑いグランプリ 最終予選進出

## 出演

### テレビ
- よるのブランチ（TBS）
- キャラダチミュージアム～MoCA～（フジテレビ）
- 真夜中のおバカ騒ぎ!（千葉テレビ）
- ネタポン（CSテレ朝チャンネル）

### ラジオ
- マイナビ Laughter Night（TBSラジオ）
- 芸人Boom!Boom! フランツのGeneral Audience（Stand.fm）